# Leptosphaeria passeriniana
Leptosphaeria passeriniana är en svampart som beskrevs av Sacc. Leptosphaeria passeriniana ingår i släktet Leptosphaeria och familjen Leptosphaeriaceae.   Inga underarter finns listade i Catalogue of Life.